# Gilberto Alcalá
Gilberto Alcalá (1963. július 25.–) mexikói nemzetközi labdarúgó-játékvezető.

## Pályafutása

### Nemzetközi játékvezetés
A Mexikói labdarúgó-szövetség Játékvezető Bizottsága (JB) terjesztette fel nemzetközi játékvezetőnek, a Nemzetközi Labdarúgó-szövetség (FIFA) 1997-től tartotta nyilván bírói keretében. A FIFA JB központi nyelvei közül a spanyolt beszéli. Több válogatott és nemzetközi klubmérkőzést vezetett, vagy működő társának 4. bíróként segített. Az aktív nemzetközi játékvezetéstől 2005-ben búcsúzott.

#### Világbajnokság

##### U17-es labdarúgó-világbajnokság
Egyiptom rendezte a 7., az 1997-es U17-es labdarúgó-világbajnokságot, ahol a FIFA JB bemutatta a nemzetközi résztvevőknek.

###### 1997-es U17-es labdarúgó-világbajnokság
| Időpont              | Helyszín                     | Mérkőzés típusa              | Mérkőzés       | Eredmény | Nézők száma |
| -------------------- | ---------------------------- | ---------------------------- | -------------- | -------- | ----------- |
| 1997. szeptember 7.  | Nemzetközi Stadion, Kairó    | csoportmérkőzés (A. csoport) | Egyiptom–Chile | 1 : 1    | 75 000      |
| 1997. szeptember 11. | Központi Stadion, Alexandria | csoportmérkőzés (C. csoport) | Omán–Brazília  | 1 : 3    | 20 000      |

---
Három világbajnoki döntőhöz vezető úton Franciaországba a XVI., az 1998-as labdarúgó-világbajnokságra, Dél-Koreába és Japánba a XVII., a 2002-es labdarúgó-világbajnokságra, valamint Németországba a XVIII., a 2006-os labdarúgó-világbajnokságra a FIFA JB játékvezetőként alkalmazta. A selejtező mérkőzéseket a CONCACAF zónában vezetett.

##### 1998-as labdarúgó-világbajnokság

###### Selejtező mérkőzés
| Időpont           | Helyszín                     | Mérkőzés típusa        | Mérkőzés                    | Eredmény |
| ----------------- | ---------------------------- | ---------------------- | --------------------------- | -------- |
| 1996. március 31. | Központi Stadion, Oranjestad | CONCACAF zóna első kör | Aruba–Dominikai Köztársaság | 1 : 3    |

##### 2002-es labdarúgó-világbajnokság

###### Selejtező mérkőzés
| Időpont         | Helyszín                             | Mérkőzés típusa           | Mérkőzés                 | Eredmény | Nézők száma |
| --------------- | ------------------------------------ | ------------------------- | ------------------------ | -------- | ----------- |
| 2000. május 19. | Sylvio Cator Stadion, Port-au-Prince | Amerika/Karib-térség zóna | Haiti–Trinidad és Tobago | 1 : 1    | 15 000      |

##### 2006-os labdarúgó-világbajnokság

###### Selejtező mérkőzés
| Időpont             | Helyszín                         | Mérkőzés típusa                     | Mérkőzés                  | Eredmény | Nézők száma |
| ------------------- | -------------------------------- | ----------------------------------- | ------------------------- | -------- | ----------- |
| 2004. június 19.    | Olimpiai Stadion, San Pedro Sula | Amerika/Karib-térség zóna           | Honduras–Holland Antillák | 4 : 0    | 30 000      |
| 2004. szeptember 8. | Cuscatlan Stadion, San Salvador  | Amerika/Karib-térség selejtező zóna | El Salvador–Jamaica       | 0 : 3    | 25 000      |
| 2005. október 12.   | Gillette Stadion, Foxboro        | Amerika/Karib-térség zónadöntő      | USA–Panama                | 2 : 0    | 9 192       |

#### Amerika Kupa
Kolumbia rendezte a 40., a 2001-es Copa Américalabdarúgó, tornát, ahol a CONMEBOL JB bírói feladatokkal bízta meg.

##### Copa América mérkőzés
| Időpont          | Helyszín                            | Mérkőzés típusa              | Mérkőzés        | Eredmény | Nézők száma |
| ---------------- | ----------------------------------- | ---------------------------- | --------------- | -------- | ----------- |
| 2001. július 14. | Metropolitano Stadion, Barranquilla | csoportmérkőzés (A. csoport) | Chile–Venezuela | 1 : 0    | 33 000      |
| 2001. július 23. | Központi Stadion, Armenia           | negyeddöntő                  | Kolumbia–Peru   | 3 : 0    | 30 000      |

#### Arany Kupa
Az Egyesült Államok volt a házigazdája a 6., a 2002-es CONCACAF-aranykupa tornának, amit az Észak- és Közép-amerikai, valamint a Karib-térség labdarúgó-válogatottjainak írnak ki, ahol játékvezetőként szolgálta a labdarúgást.

##### 2002-es CONCACAF-aranykupa

###### CONCACAF-aranykupa mérkőzés
| Időpont          | Helyszín                   | Mérkőzés típusa              | Mérkőzés              | Eredmény | Nézők száma |
| ---------------- | -------------------------- | ---------------------------- | --------------------- | -------- | ----------- |
| 2002. január 18. | Orange Bowl Stadion, Miami | csoportmérkőzés (C. csoport) | Martinique–Costa Rica | 0 : 2    | 14 508      |
| 2002. január 26. | Orange Bowl Stadion, Miami | negyeddöntő                  | Costa Rica–Haiti      | 2 : 1    | 14 823      |

#### Konföderációs kupa
1999-ben Mexikóban volt a negyedik torna és a második, amit a FIFA rendezett. 
| Időpont          | Helyszín                     | Mérkőzés típusa              | Mérkőzés             | Eredmény | Nézők száma |
| ---------------- | ---------------------------- | ---------------------------- | -------------------- | -------- | ----------- |
| 1999. július 24. | Jalisco Stadion, Guadalajara | csoportmérkőzés (B. csoport) | Brazília–Németország | 4 : 0    | 60 000      |
| 1999. július 30. | Jalisco Stadion, Guadalajara | csoportmérkőzés (B. csoport) | USA–Németország      | 2 : 0    | 53 000      |

#### Olimpia
2004-ben Mexikó és Costa Rica adott otthont a Észak- és Közép-amerikai, Karibi Labdarúgó-szövetségek Konföderációja (CONCACAF) zónában rendezett olimpiai előselejtezőknek, ahol bíróként foglalkoztatta a kontinentális szövetség.
| Időpont | Mérkőzés típusa | Mérkőzés            | Eredmény |
| ------- | --------------- | ------------------- | -------- |
| 2004.   | előselejtező    | Panama–Amerika      | 3 : 4    |
| 2004.   | előselejtező    | Honduras–Amerika    | 3 : 4    |
| 2004.   | egyik elődöntő  | Costa Rica–Honduras | 0 : 3    |

#### Nemzetközi kupamérkőzések
Vezetett Kupa-döntők száma: 1.

##### Bajnokcsapatok Kupája
2003-ban az Amerika/Karibi (CONCACAF) zóna bajnokának eldöntését szolgáló mérkőzéssorozatban játékvezetői szolgálattal bízta meg a kontinens JB-je.
| Időpont           | Mérkőzés típusa                     | Mérkőzés                | Eredmény |
| ----------------- | ----------------------------------- | ----------------------- | -------- |
| 2003. április 30. | Amerika/Karibi-térség zóna elődöntő | Necaxa–Monarcas Morelia | 0 : 0    |
| 2003. október 8.  | Amerika/Karibi-térség zóna döntő    | Toluca–Monarcas Morelia | 2 : 1    |